# Іст-Моберлі-Лейк 169
Іст-Моберлі-Лейк 169 (англ. East Moberly Lake 169) — індіанська резервація в Канаді, у провінції Британська Колумбія, у межах регіонального округу Піс-Ривер.

## Населення
За даними перепису 2016 року, індіанська резервація нараховувала 381 особу, показавши зростання на 17,6%, порівняно з 2011-м роком. Середня густина населення становила 12,2 осіб/км².
З офіційних мов обидвома одночасно володіли 5 жителів, тільки англійською — 375. Усього 50 осіб вважали рідною мовою не одну з офіційних, з них усі — одну з корінних мов.
Працездатне населення становило 55,4% усього населення, рівень безробіття — 19,4%.

## Клімат
Середня річна температура становить 2,4°C, середня максимальна – 18,6°C, а середня мінімальна – -16,3°C. Середня річна кількість опадів – 515 мм.
| Клімат поселення                              | Клімат поселення | Клімат поселення | Клімат поселення | Клімат поселення | Клімат поселення | Клімат поселення | Клімат поселення | Клімат поселення | Клімат поселення | Клімат поселення | Клімат поселення | Клімат поселення | Клімат поселення |
| Показник                                      | Січ.             | Лют.             | Бер.             | Квіт.            | Трав.            | Черв.            | Лип.             | Серп.            | Вер.             | Жовт.            | Лист.            | Груд.            |                  |
| Середній максимум, °C                         | −4,66            | −2,76            | 2,14             | 8,79             | 14,16            | 18,28            | 18,64            | 17,71            | 13,20            | 7,86             | −0,82            | −5,15            |                  |
| Середня температура, °C                       | −10,48           | −8,56            | −3,65            | 2,99             | 8,36             | 12,48            | 14,60            | 13,69            | 9,18             | 3,85             | −4,85            | −9,18            |                  |
| Середній мінімум, °C                          | −16,28           | −14,37           | −9,46            | −2,8             | 2,56             | 6,67             | 10,58            | 9,68             | 5,16             | −0,17            | −8,87            | −13,2            |                  |
| Норма опадів, мм                              | 29               | 23               | 27               | 25               | 43               | 80               | 83               | 58               | 49               | 35               | 37               | 26               |                  |
| Середньомісячна швидкість вітру, м/с          | 2.52             | 2.54             | 2.80             | 2.96             | 3.04             | 2.82             | 2.58             | 2.44             | 2.67             | 2.92             | 2.64             | 2.56             |                  |
| Середньомісячна сонячна радіація, кДж/м²·день | 2397             | 5414             | 10498            | 15682            | 19335            | 21273            | 20722            | 17066            | 11101            | 5856             | 2758             | 1718             |                  |
| --------------------------------------------- | ---------------- | ---------------- | ---------------- | ---------------- | ---------------- | ---------------- | ---------------- | ---------------- | ---------------- | ---------------- | ---------------- | ---------------- | ---------------- |
| Джерело:                                      |                  |                  |                  |                  |                  |                  |                  |                  |                  |                  |                  |                  |                  |